# Kytlicova vila
Kytlicova vila byla dostavěna v roce 1933 na adrese, která platí do dnešní doby: ulice Nad Paťankou 8, čp. 1788, Praha 6 - Dejvice

## Historie
Dům patřil odborovému radovi ministerstva školství a národní osvěty JUDr. Karlu Kytlicovi. Vila je součástí území, o kterém v roce 1928 předsednictvo Svazu československého díla rozhodlo, že se zde postaví vzorová kolonie rodinných domů s názvem Osada Baba. V roce 1932 bylo dostavěno prvních dvacet domů a zastavěná plocha se proměnila ve výstavní areál nové architektury, většinou ve slohu emocionálního funkcionalismu. Kytlicova vila k výstavě nepatřila, byla dostavěna o rok později. Projektantem stavby se stal Josef Gočár, který také navrhl zařízení dětského pokoje a to zabudované dřevěné skřínky a police a také pestrou výmalbu interierů. Rovněž vypracoval návrh na úpravu zahrady,
Rodinný dům zůstal v majetku potomků Karla Kytlici.

## Popis
Dům je postaven v ulici nad prudkým svahem a to umožňuje krásný výhled na pražské panorama. Má podélnou dispozici s hlavním dvouramenným schodištěm na severní straně. Jižní průčelí s pásovými okny bylo v úrovni polozapuštěného suterénu vysazeno na pilíře a tím vznikl krytý průchod od garáže ke vstupu do domu.Vše bylo navrženo podle potřeb rodiny stavebníka. Dům je trojpodlažní, v suterénu bylo umístěno provozní zázemí, v přízemí byl byt byt manželů a jejich dvou dcer a v ustupujícím prvním patře byl samostatný byt babičky. Obytné místnosti byly obráceny na jižní stranu a ke každému bytu přiléhala terasa.
Po pravé straně domu vznikla násypem terasa s okasnými rostlinami a bazénkem. Na svazích byly vysázeny keře a za domem byl vysázen ovocný sad.